# Jan Nepomucen Kościuszko
Jan Nepomucen Kościuszko Siechnowicki herbu Roch III – pisarz ziemski żytomierski w latach 1766–1768, sędzia graniczny bracławski, miecznik owrucki w latach 1762–1766, uczestnik konfederacji radomskiej.

## Życiorys
W załączniku do depeszy z 2 października 1767 roku do prezydenta Kolegium Spraw Zagranicznych Imperium Rosyjskiego Nikity Panina, poseł rosyjski Nikołaj Repnin określił go jako posła wrogiego realizacji rosyjskich planów na sejmie 1767 roku, poseł województwa kijowskiego na sejm 1767 roku.